# NGC 2736
NGC 2736，位于船帆座的船帆座脉冲星附近，是船帆座超新星残骸的一部分。它因为其线型外观而有一个更受欢迎的名字——铅笔星云。它距离太阳系815光年（250秒差距），被认为是船帆座超新星残骸冲击波的一个组成部分。它每小时移动大约644,000千米。1835年3月1日，英国天文学家约翰·赫歇尔发现在好望角发现这个天体。